# Шаар-га-Гай
Шаар-га-Гай (івр. שער הגיא, Шаар га-Ґай; араб. باب الواد, Баб ель-Вад; літ. «Брама долини») — розв'язка на шосе № 1 з шосе № 38 у 23-х км від Тель-Авіва, там де дорога починає підійматися до Єрусалима в ущелині між скелями (так званий «Єрусалимський коридор»).
Під час Арабо-ізраїльської війни 1947—1949 рр. цей район став місцем запеклих боїв між євреями та арабами, зокрема Арабським легіоном, що блокували Єрусалим і перешкоджали доставці в місто вантажів єврейськими конвоями.

## Історія

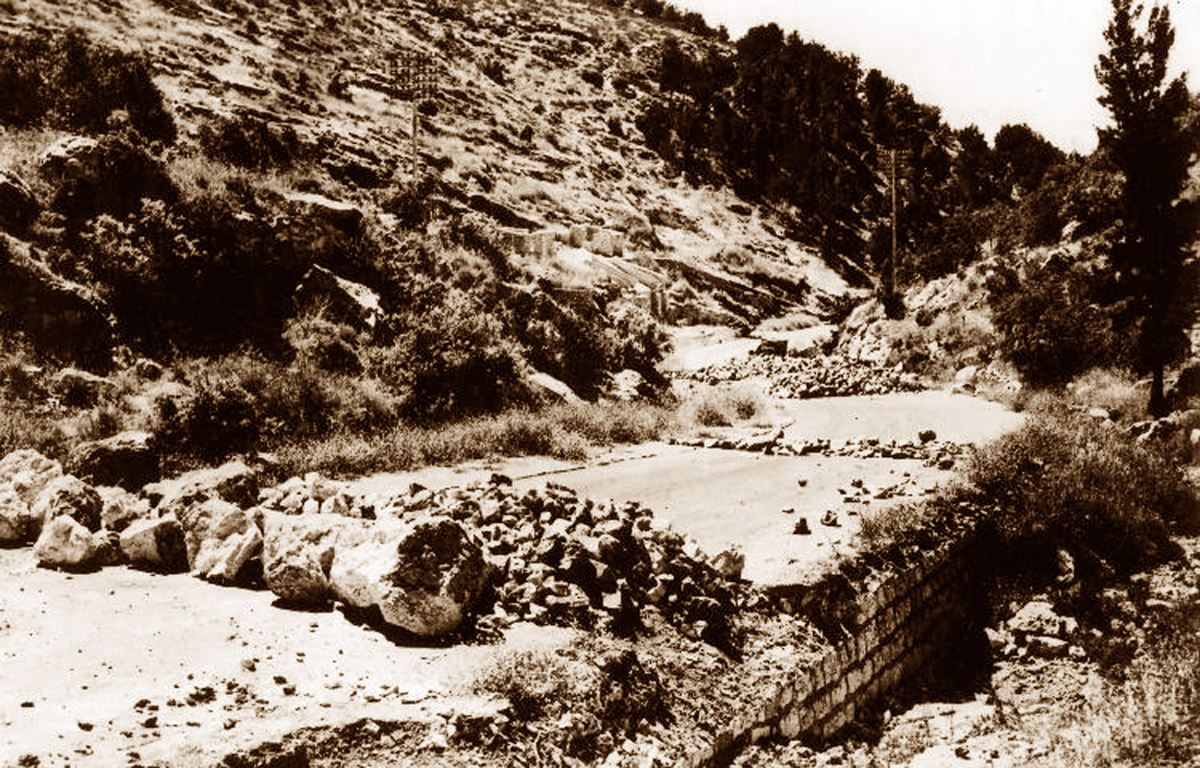
Блокована дорога на Єрусалим, 1948

20 квітня 1948 року араби відбили висоти поблизу Шаар-га-Гай, і перекрили дорогу Тель-Авів—Єрусалим.
В результаті операції Нахшон блокаду Єрусалима вдалося перервати, проте арабам вдалося знову перекрити дорогу. Зрештою 10-й бригаді «Пальмаха» вдалося опанувати цю ділянку, але подальша частина дороги в Єрусалим залишалася під арабським контролем. Ситуація стала ще важче після того, як 14 травня 1948 року британські війська залишили Латрунський монастир і поліцейський форт, що домінували над дорогою на Єрусалим, передавши їх частинам трансйорданского Арабського легіону.
Про бої в долині Баб ель-Вад згадує у своїх військових мемуарах «Щоденник про війну в Палестині» Ґамаль Абдель Насер, який брав участь в Арабо-ізраїльській війні 1948—1949 рр.
Наступні спроби ізраїльських військ у травні-липні 1948 закріпитися в цьому районі успіхом не увінчалися, попри важкі втрати, понесені ізраїльськими військами. Ще майже 20 років, до Шестиденної війни 1967 року, Латрун залишався під арабським контролем.
Для того, щоб забезпечити доставку вантажів у Єрусалим, в найкоротші терміни була побудована обхідна дорога, так звана «ізраїльська бірманська дорога» («Дерех Бурма») за назвою «Бірманської дороги», побудованої під час Другої світової війни з Бірми в Китай).

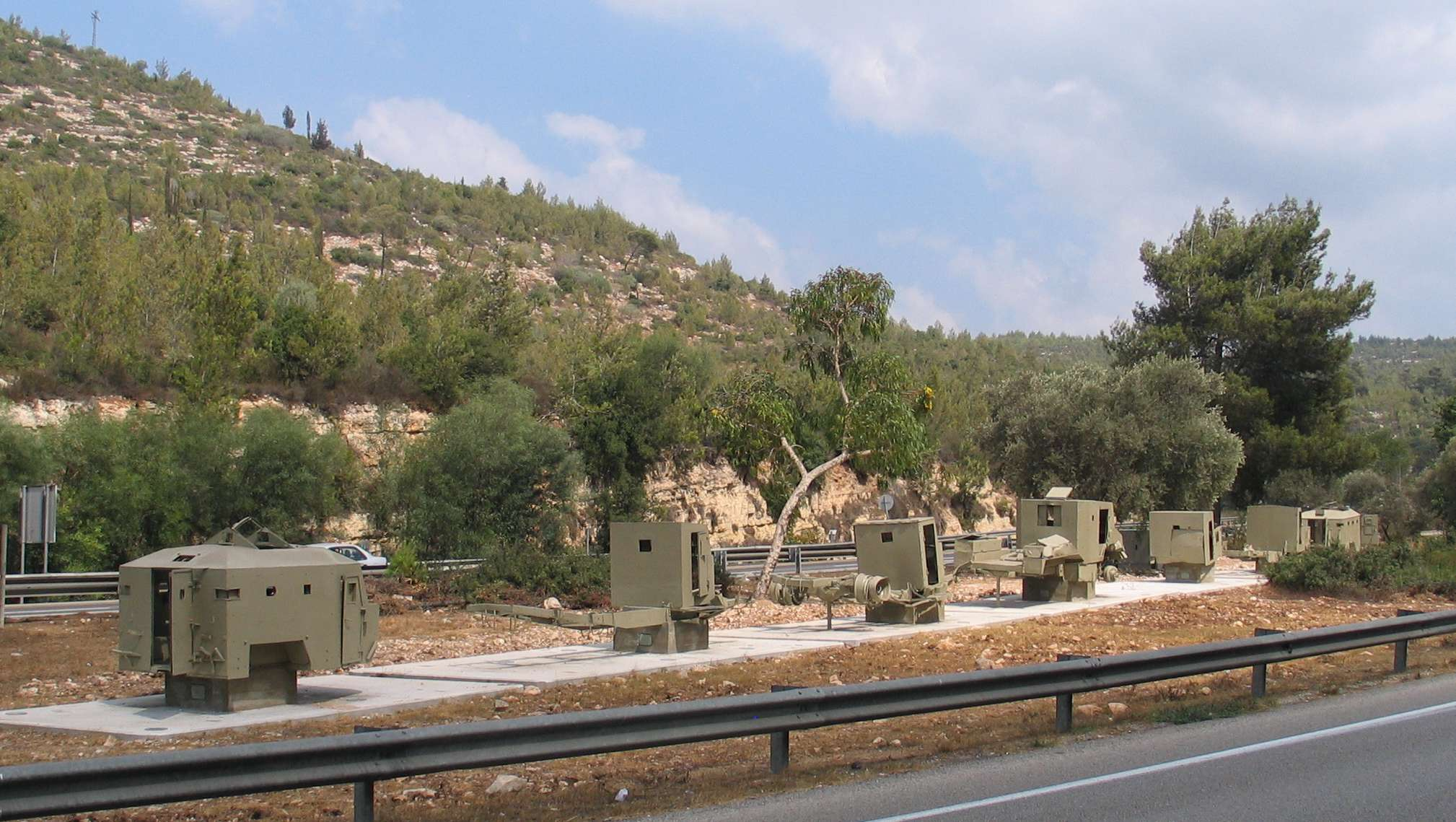
Каркаси броньовиків, які супроводжували конвої до Єрусалима у 1948 р.

Після Шестиденної війни 1967 року, коли район Латруна перейшов під ізраїльський контроль, було знову побудовано основне шосе № 1 з Тель-Авіва до Єрусалима, що проходить через Шаар-га-Гай.
Сьогодні, в пам'ять про ті дні, на схилах сучасного шосе на підйомі до Єрусалиму встановлені іржаві каркаси броньованих транспортних засобів, що супроводжували конвої в Єрусалим, уражених під час війни 1948 року. На честь 119 єврейських бійців, які загинули в ті дні, побудований меморіальний пам'ятник «Ма́хал».

## У мистецтві
За мотивами цих боїв, на слова Хаїма Гурі і музику Шмуеля Фершко була написана пісня «Баб-ель-Вад» на івриті. Вона виконувалася багатьма ізраїльськими співаками: Яфою Ярконом, Шошаною Дамар, Шломо Гроніхом і Арелем Скаатом.